# Louise Schack Elholm
Louise Schack Elholm (nascida a 26 de outubro de 1977, em Slagelse) é uma política dinamarquesa, membro do Folketing pelo partido político Venstre. Ela foi eleita para o parlamento nas eleições legislativas dinamarquesas de 2007.

## Carreira política
Elholm foi eleita para o Folketing pela primeira vez em 2007. Ela depois seria reeleita em 2011 com 5379 votos, em 2015 com 3185 e novamente em 2019 com 4229 votos.